# Joaquim Ribeiro de Carvalho
 (février 2023).
Pour les articles homonymes, voir Ribeiro et Carvalho.
Joaquim Ribeiro de Carvalho, né en 1880 à Maceira (Leiria) et mort en 1942 à Lisbonne, est un homme politique, journaliste, écrivain, poète et traducteur portugais. C'est une figure de la Première République portugaise.